# Jaroslav Aleksandrovitj Jevdokimov
 Denne artikel bør gennemlæses af en person med fagkendskab for at sikre den faglige korrekthed.

Jaroslav Aleksandrovitj Jevdokimov (russisk: Ярослав Александрович Евдокимов ; ukrainsk: Ярослав Олександрович Євдокимов, tr.  Jaroslav Oleksandrovytj Jevdokymov ; hviderussisk: Яраслаў Аляксандравіч Еўдакімаў tr. Jaraslaw Aljaksandravitj Jewdakimaw ; født 22. november 1946 i Grod Rivne, Ukrainske SSR) er en postsovjetisk ukrainsk, hviderussisk og russisk barytonsanger.

## Diskografi
- 1988 - Alle går i opfyldelse
- 1994 - Må ikke rive skjorten (CD)
- 2002 - Dreamer (CD)
- 2002 - Kiss din hånd (CD)
- 2006 - For sin hvide flod (CD)
- 2008 - Jaroslav Jevdokimov og duoen "Sladka Jagoda" (CD)
- 2012 - Retur til Fall (CD)

## Honorære titler
- 1980 — Hædret kunstner Hviderusland[2]
- 1987 — Folkets kunstner Hviderusland[2]
- 2006 — Hædret kunstner Russiske Føderation[3]